# 弘前市立致遠小学校
弘前市立致遠小学校（ひろさきしりつ ちえんしょうがっこう）は、青森県弘前市浜の町北1丁目にある公立小学校。

## 沿革
- 1887年（明治20年）5月26日 - 藤代、石渡、町田及び船水の4つの小学校が統合され、致遠尋常小学校として創立。校名は『論語』子張のうち、「致遠恐泥（遠きを致すには泥（なず）まんことを恐る）」に由来する[1]。
- 1888年（明治21年）5月26日 - 鳥町111番地に移転改築。増築落成式執行。
- 1891年（明治24年）
  - 1月10日 - 開校式及び勅語奉読式を行う。
  - 4月30日 - 富栄尋常小学校を併合。
- 1900年（明治33年）11月 - 校地拡張、2教室増築。
- 1908年（明治41年）1月 - 校地拡張、4教室増築。
- 1912年（大正元年）12月 - 屋内体操場設置（75坪）。
- 1925年（大正14年）10月26日 - 校地拡張、東側校舎と中央校舎を増築。
- 1926年（大正15年）7月1日 - 青年訓練所を併設。
- 1931年（昭和6年）5月 - 校庭南端300坪拡張。
- 1934年（昭和9年）4月 - 校訓（礼儀・勤労・倹約・協同・忍耐）制定。
- 1937年（昭和12年）5月26日 - 創立50周年記念式典挙行。校章を制定。
- 1941年（昭和16年）4月1日 - 国民学校令により、藤代村立致遠国民学校に改称。校歌改更。
- 1947年（昭和22年）
  - 4月1日 - 学制改革により、藤代村立致遠小学校と改称。
  - 5月23日 - 学校給食開始。
- 1948年（昭和23年）
  - 3月29日 - 新制小学校の第1回卒業式挙行。
  - 5月 - 校庭拡張。
- 1949年（昭和24年）10月 - 校舎増築（3教室）。
- 1954年（昭和29年）
  - 6月1日 - 老朽校舎並びに危険校舎として、全校舎に亘り検査実施。
  - 9月15日 - 旧校舎解体のため、同日より2部授業（1学年午前・2学年午後）実施。
  - 9月16日 - 新築校舎8教室の起工式挙行。
- 1955年（昭和30年）
  - 2月14日 - 校舎増築（8教室）、簡易水道完成。
  - 2月8日  - 増築感謝記念式・記念展覧会開催（PTA・学校共催）。
  - 3月1日 - 藤代村が弘前市に合併された為、弘前市立致遠小学校と改称。
- 1957年（昭和32年）9月20日 - 創立70周年記念式典挙行。同日、それを記念し、校章制定。
- 1958年（昭和33年）8月12日 - 豪雨により、岩木川が氾濫。本校校舎が床上浸水し、薪が流出する被害が出た。
- 1960年（昭和35年）
  - 3月7日 - テレビ受像機・ピアノの寄贈式並びに披露会開催。
  - 4月1日 - 特殊学級設置。
- 1968年（昭和43年）12月1日 - 完全学校給食実施。
- 1970年（昭和45年）9月8日 - 校舎建設促進準備委員会開催。
- 1972年（昭和47年）
  - 3月10日 - 新校舎敷地決定（1万6968㎡）。
  - 4月1日 - 町名改正（住居表示整理実施）により、所在地が、大字浜の町2丁目12番地となる。
- 1973年（昭和48年）
  - 6月 - 鉄筋コンクリート造2階建の新校舎竣工。
  - 8月24日 - 新校舎移転作業実施。
- 1974年（昭和49年）
  - 4月1日 - 校舎建築工事開始。
  - 9月20日 - 新校舎管理棟竣工。学校所在地が、大字鳥町字鳥町30番2号となる。
  - 12月7日 - 屋内運動場竣工。
- 1975年（昭和50年）
  - 2月7日 - 新校舎落成記念事業実行委員会が組織され、準備委員会設立。
  - 4月24日 - 旧校地の樹木移植作業開始（30日まで）。
  - 5月11日 - 新築校舎落成記念大運動会開催。
  - 5月26日 - 開校記念式挙行。
  - 7月9日 - スキー山造成、国旗掲揚台移転。
  - 8月18日 - 校庭整備作業（盲暗渠施設）実施。
  - 9月21日 - 新校舎落成記念式典挙行。
- 1976年（昭和51年）
  - 4月28日 - 学校プール建設着工。
  - 7月7日 - 学校プール竣工。修祓式並びにプール開き挙行。
- 1979年（昭和54年）
  - 7月2日 - 水泳プール管理棟工事完了。
  - 8月 - 増築校舎工事開始。
- 1980年（昭和55年）
  - 3月21日 - 校舎の増築分検査引渡し、昇降口を移転。
  - 4月1日 - 増築校舎（3階）竣工。
  - 6月2日 - 旧校舎の内部改装工事完了。
- 1982年（昭和57年）7月10日 - 新体育館建設工事に着手。
- 1983年（昭和58年）
  - 5月26日 - 避難訓練実施中に、日本海中部地震発生。本校校舎の一部に亀裂が発生した。
  - 10月16日 - 校舎増築・新体育館落成の両記念式典挙行。
- 1985年（昭和60年）
  - 6月30日 - 校舎増加工事実施（同日から1986年（昭和61年）3月25日まで）。
  - 9月29日 - 図書室拡張・改装完了。
- 1987年（昭和62年）5月31日 - 創立百周年記念大運動会開催。
- 2011年（平成23年） - 耐震補強実施[2]。
- 2017年（平成29年） - トイレ大規模改造[2]。
- 2019年（令和元年） - この年と翌年、大改空調[2]。
- 2026年（令和8年） - 屋根改修[2]。

## 学校教育目標
真心で学び励む致遠の子 - 自立・共生 -

## 学区
藤代（1丁目～5丁目・住居表示未整備地区のうち、字川越田・字和田を除く地区）、土堂、萢中、船水、町田、浜の町東（2丁目～5丁目）、浜の町西（1丁目の一部・2丁目の一部・3丁目）、浜の町北、石渡、藤代、外瀬（1丁目・2丁目）、藤野（1丁目・2丁目）、元薬師堂、船水（1丁目～3丁目）、町田（1丁目～3丁目）、八代町、藤内町
- 岩木川の西側、藤代地区一帯が学区である。

## 周辺
- 弘前市致遠児童センター - 敷地が隣接。
- 日本教育書道会恵心書道教室 - 学校正門（校門）と弘前市道浜の町船水線[4]をはさんで、真向かいに位置する。
- 住宅型有料老人ホームファミリー
- 社会福祉法人緑真会致遠保育園 - 進学前保育園のひとつ。

## 交通
- 弘南バスミニバス 土堂・浜の町・栄町団地線「致遠小学校通り」停留所下車後、正門まで、
  - 弘前バスターミナル行のりばから、徒歩約360m・約5分。
  - 土堂神社行のりばから、徒歩約400m・約6分。

## 参考資料
- 『致遠小学校百年史』（致遠小学校・1987年9月20日発行）「（一）致遠小学校百年誌年表」605頁～685頁「致遠小学校に関する事項」
- 『弘前市教育史 別巻 年表・学校沿革索引』（弘前市・1978年3月12日発行）157頁「致遠小学校」
- 『青森県教育史 別巻』（青森県教育委員会・1973年12月20日発行）「学校沿革 小学校」710頁「致遠小学校」